# الحاقد (مغني)
معاذ بلغوات المعروف باسم "الحاقد" هو مغني راب وناشط سياسي مغربي، وُلد عام 1988 في الدار البيضاء. اشتهر بمواقفه الرافضة للفساد والظلم الاجتماعي والسياسي في المغرب، خاصة خلال حركة 20 فبراير 2011، التي شهدت احتجاجات شعبية واسعة.
بدأ الحاقد مسيرته الفنية في منتصف العقد الأول من القرن 21، وأصدر عدة ميكتايبات وأغاني تعبر عن الغضب الشعبي ضد الفساد والاستبداد.

## روابط خارجية
- Vidéo d'un duo avec le rappeur tunisien El General Duo Extra L7A9ED & El General الحاقد المغربي والجنرال التونسي
- Extraits des paroles de la chanson khitab 7a9idi l7a9d